# Rosalvo Ribeiro

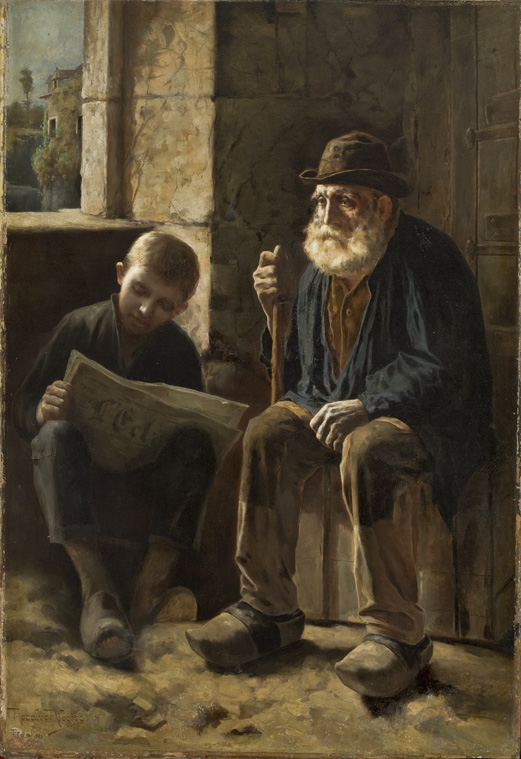
Notícias desagradáveis, 1896
Museu de Arte de São Paulo, São Paulo

Rosalvo Alexandrino de Caldas Ribeiro (Marechal Deodoro, 26 de novembro de 1865 - Maceió, 29 de março de 1915) foi um pintor acadêmico brasileiro, também escritor, músico e professor. Na pintura, dedicou-se a temas históricos, militares, retratos, cenas de gênero e marinhas.

## Vida e obra
Rosalvo Ribeiro muda-se com a família para a capital de seu estado-natal aos quinze anos de idade. Aos vinte, graças a uma pensão que lhe foi concedida pela Assembleia de seu Estado, ingressa na Academia Imperial de Belas-Artes do Rio de Janeiro, onde se relaciona com Eliseu Visconti e João Batista da Costa, entre outros. Conquista a pequena medalha de ouro da Academia no mesmo ano de seu ingresso.
Em 1888, com bolsa concedida pelo governo alagoano, viaja para Paris, a fim de aperfeiçoar-se na Academia Julian, onde estuda com Jean-Baptiste-Édouard Detaille, um dos mais reputados pintores de temas militares na França do século XIX. A temática e estilo de Detaille exercerão grande influência na produção francesa de Rosalvo Ribeiro, manifestos inclusive na tela La charge ("A carga"), de tema militar, exposta no Salon de 1898 com relativo sucesso (mais tarde doada ao governo de Alagoas, na condição de "envio").
Aprovado em primeiro lugar na modalidade desenho em concurso, passa a frequentar a École des Beaux-Arts de Paris, sob a tutela de Jules Lefèbvre, professor do também brasileiro Belmiro de Almeida. Conclui seus estudos com Léon Bonnat. A exemplo do que fariam muitos pintores franceses ao término do século XIX, como Germain David-Nillet, interessa-se pela pintura de interiores obscuros holandeses, à maneira de van Ostade, e viaja para a Bretanha onde produz obras representativas da pintura de gênero (Notícias desagradáveis, 1896; Interior com duas crianças, 1899), muito admiradas pelo aguçado espírito de observação e suave luminosidade.
Em 1901, após doze anos residindo na França, regressa ao Brasil, fixando residência em Maceió. Recebe menção honrosa na 13ª Exposição Geral de Belas Artes em 1906, e volta a expor na edição seguinte. Dedica-se ao ensino e à retratística local até sua morte, em 1915. Teve, entre seus alunos, Virgílio Maurício. Em seu Dicionário brasileiro de artistas plásticos, Walmir Ayala o definiria como "artista de sólida e consistente construção técnica, de cor agradável, dominando com mestria o desenho e a perspectiva." Em 1945, o Museu Nacional de Belas Artes lhe dedicou uma pequena retrospectiva.